# Carmen (2022)
Carmen  is een muzikale dramafilm uit 2022, geregisseerd door Benjamin Millepied in zijn regiedebuut.

## Verhaal
Om te ontsnappen aan een drugskartel na de moord op haar moeder, verlaat de jonge Carmen Mexico en gaat noordwaarts naar Californië. Bij de grens ontmoet zij burgerwacht Aidan, een veteraan die wanhopig op zoek is naar geld voor zijn familie. De twee worden verliefd en reizen samen naar Los Angeles om hulp te zoeken bij Masilda, de beste vriendin van Carmen's moeder die de nachtclub "La Sombra" runt.

## Rolverdeling
| Acteur                | Personage |
| --------------------- | --------- |
| Melissa Barrera       | Carmen    |
| Paul Mescal           | Aidan     |
| Rossy de Palma        | Masilda   |
| Elsa Pataky           | Gabrielle |
| Tracy "The DOC" Curry | Curry     |

## Productie
Hoewel het wordt beschreven als Millepieds kijk op de gelijknamige opera van Georges Bizet, is het "een complete nieuwe verbeelding" die de plot en setting van de opera negeert; het enige dat overblijft zijn "geselecteerde teksten" uit het libretto van de opera, gezongen in het originele Frans door een koor als achtergrond voor een scène tussen de twee hoofdrolspelers. De film bevat een originele filmmuziek gecomponeerd door Nicholas Britell met liedjes geschreven en gecomponeerd door Brittell, Taura Stinson, Julieta Venegas en Tracy "The DOC" Curry.

## Release
De film ging in première op 11 september 2022 op het Internationaal filmfestival van Toronto. De film werd op 21 april 2023 uitgebracht in de Verenigde Staten door Sony Pictures Classics.

## Ontvangst
Op Rotten Tomatoes heeft Carmen een waarde van 61% en een gemiddelde score van 6,10/10, gebaseerd op 89 recensies. Op Metacritic heeft de film een gemiddelde score van 58/100, gebaseerd op 25 recensies.